# Gino Marturano
Pour les articles homonymes, voir Jean Martin et Martin.
Gino Marturano, à l'état-civil Luigi Marturano, né le 8 février 1931 à Tarente, est un acteur et un pilote d'hélicoptère italien.

## Biographie
Gino Marturano a commencé à l'adolescence dans des petits rôles : en 1946, il joue dans Sciuscià de Vittorio de Sica et en 1949 dans Échec à Borgia. Il commence sa carrière d'acteur adulte dans les années 1960 avec La dolce vita de Federico Fellini. Suivent une trentaine de seconds rôles dans des films d'aventure, parmi lesquels des westerns spaghettis, dans lesquels il apparaît parfois sous le pseudonyme Jean Martin, à ne pas confondre avec l'acteur français Jean Martin. Après 1972 on ne le voit plus que dans quelques films, et il arrête le cinéma en 1987.
En 1966, il passe son permis de pilote d'hélicoptère et s'en sert pour des tournages de films. Il est ainsi responsable des scènes en vol du téléfilm Il ricatto 2 (it).

## Filmographie partielle
- 1946 : Sciuscià de Vittorio de Sica
- 1949 : Échec à Borgia (Prince of Foxes) de Henry King
- 1960 : La dolce vita de Federico Fellini
- 1961 : Constantin le Grand (Costantino il grande) de Lionello De Felice
- 1963 : L'Invincible cavalier noir (L'invincibile cavaliere mascherato) de Umberto Lenzi
- 1964 : Samson et le trésor des Incas de Piero Pierotti
- 1965 : Adiós gringo de Giorgio Stegani
- 1965 : Merveilleuse Angélique (Rodogone l'Egyptien) de Bernard Borderie
- 1966 : Les Colts de la violence (1000 dollari sul nero) d'Alberto Cardone
- 1966 : Intrigue à Suez (Un colpo da mille miliardi) de Paolo Heusch
- 1967 : Quand je tire, c'est pour tuer (Un buco in fronte) de Giuseppe Vari
- 1967 : Le Retour de Kriminal (Il marchio di Kriminal) de Fernando Cerchio
- 1968 : Une minute pour prier, une seconde pour mourir (Un minuto per pregare, un instante per morire) de Franco Giraldi
- 1969 : 20.000 dollari sporchi di sangue de Brett Halsey
- 1969 : Sabata de Gianfranco Parolini
- 1971 : ...E alla fine lo chiamarono Jerusalem l'implacabile (it) d'Antonio Secchi (it)
- 1972 : Deux Frères appelés Trinita de Renzo Genta